# Karolina Riemen-Żerebecka
Karolina Riemen-Żerebecka (* 19. August 1988 in Tuchów) ist eine polnische Freestyle-Skierin. Sie startet in der Disziplin Skicross. 

## Werdegang
Riemen begann ihre Sportkarriere als alpine Skirennläuferin. Dabei trat sie von 2004 bis 2007 vorwiegend bei FIS-Rennen an. Im Februar 2006 wurde sie polnische Juniorenmeisterin im Slalom und im Riesenslalom. Nach der Saison 2006/07 wechselte sie zur Freestyle-Disziplin Skicross. Ihr erstes Weltcuprennen fuhr sie am 12. Januar 2008 in Les Contamines, das sie auf dem 21. Platz beendete. Bei den Olympischen Winterspielen 2010 in Vancouver belegte sie den 16. Platz. Zu Beginn der Saison 2010/11 kam sie mit dem zehnten Platz in Innichen erstmals unter die ersten Zehn im Weltcup. Im weiteren Saisonverlauf folgten zwei Top-10-Resultate und zum Saisonende der 13. Rang im Skicrossweltcup. Beim Saisonhöhepunkt, den Weltmeisterschaften 2011 in Deer Valley, wurde sie Sechste.
In der folgenden Saison 2011/12 errang Riemen den 16. Platz im Skicrossweltcup. Ihre besten Platzierungen waren jeweils der fünfte Platz in Bischofswiesen und in Grindelwald. In der Saison 2012/13 erreichte sie bei zehn Weltcupstarts fünf Top-10-Resultate, darunter Platz 3 in Åre. Zum Saisonende belegte sie den elften Platz im Skicross-Weltcup. Bei den Weltmeisterschaften 2013 in Voss wurde sie Zehnte. In der Saison 2013/14 kam sie im Weltcup siebenmal unter die ersten Zehn und erreichte zum Saisonende wie im Vorjahr den elften Platz im Skicrossweltcup. Bei den Olympischen Winterspielen 2014 in Sotschi fuhr sie auf Platz 15.
Riemens bestes Weltcupresultat in der Saison 2014/15, die sie auf dem zehnten Platz im Skicross-Weltcup beendete, war der vierte Platz in Arosa. Bei den Weltmeisterschaften 2015 am Kreischberg belegte sie den zehnten Platz. In der Saison 2015/16 absolvierte sie zwölf Weltcuprennen. Dabei errang sie drei Top-10-Platzierungen und zum Saisonende den elften Platz im Skicrossweltcup. In der folgenden Saison 2016/17 errang sie im Weltcup neun Top-10-Platzierungen, darunter Platz 2 in Arosa. Damit belegte sie zum Saisonende den achten Platz im Skicross-Weltcup.

## Erfolge

### Olympische Spiele
- Vancouver 2010: 16. Skicross
- Sotschi 2014: 15. Skicross

### Weltmeisterschaften
- Deer Valley 2011: 6. Skicross
- Voss 2013: 10. Skicross
- Kreischberg 2015: 10. Skicross

### Weltcup
Riemen-Żerebecka errang im Weltcup bisher zwei Podestplätze.
Weltcupwertungen:
| Saison  | Gesamt | Gesamt | Skicross | Skicross |
| Saison  | Platz  | Punkte | Platz    | Punkte   |
| ------- | ------ | ------ | -------- | -------- |
| 2007/08 | 120.   | 2      | 38.      | 19       |
| 2008/09 | 116.   | 4      | 36.      | 35       |
| 2009/10 | 109.   | 3      | 43.      | 33       |
| 2010/11 | 45.    | 20     | 13.      | 219      |
| 2011/12 | 51.    | 19     | 16.      | 192      |
| 2012/13 | 42.    | 28     | 11.      | 275      |
| 2013/14 | 46.    | 24     | 11.      | 269      |
| 2014/15 | 39.    | 25,36  | 10.      | 279      |
| 2015/16 | 57.    | 21,08  | 11.      | 253      |
| 2016/17 | 37.    | 30,62  | 8.       | 398      |

### Weitere Erfolge
- 5 Podestplätze im Europacup
- 2 Podestplätze im Nor-Am Cup
- 2 Siege im South American Cup
- Winter-X-Games 2012: 9. Skicross